# Џанкшон Сити (Кентаки)
Џанкшон Сити (енгл. Junction City) град је у америчкој савезној држави Кентаки.

## Демографија
По попису из 2010. године број становника је 2.241, што је 57 (2,6%) становника више него 2000. године.
| Група             | 2000.         | 2010.         |
| Белци             | 2.061 (94,4%) | 2.116 (94,4%) |
| Афроамериканци    | 23 (1,1%)     | 40 (1,8%)     |
| Азијати           | 6 (0,3%)      | 3 (0,1%)      |
| Хиспаноамериканци | 84 (3,8%)     | 52 (2,3%)     |
| Укупно            | 2.184         | 2.241         |